# Swordquest: Waterworld
Swordquest: Waterworld è il terzo videogioco d'avventura della serie di Swordquest, pubblicato nel tardo 1983 per Atari 2600 dalla Atari, Inc.
La forma dello scenario è strutturata sui chakra.
Fu venduto inizialmente solo per ordine postale e poi in piccole quantità nei negozi nordamericani; oggi è un gioco per Atari 2600 estremamente raro e molto ricercato dai collezionisti.

## Trama
La trama è tratta dal fumetto allegato al videogioco.
Catapultati a Waterworld, i gemelli vengono nuovamente separati. Tarra si ritrova su una nave di ghiaccio e dimentica il suo nome. Incontra il capitano Frost, il quale desidera ottenere la Corona della vita per governare Waterworld. Nel frattempo Torr si ritrova in una città sott'acqua, e anch'egli scorda il suo nome. Incontra la precedente regina di Waterworld, Aquana, la quale vorrebbe conquistare la corona per riottenere il diritto di sedersi sul trono.
Durante il confronto finale tra le forze dei due, Herminus spinge i gemelli a combattersi l'un l'altra. Le loro preghiere di vittoria tuttavia evocano Mentorr e Mentarra, che gli fanno riacquistare la memoria. I gemelli gettano le spade, gesto che rivela la Corona della vita, la quale viene spezzata in due. Una metà viene designata ad Aquana e l'altra metà a Frost, e i due decidono di regnare insieme.
La Spada della magia finale si attiva nuovamente, aprendo un portale verso Airworld, dove i gemelli dovranno affrontare direttamente Tyrannus e Konjuro.

## Modalità di gioco
Il gioco consiste nel muovere un personaggio ed esplorare un insieme di 7 stanze rettangolari che possono avere uscite sui due lati superiore e inferiore. Ogni stanza è mostrata in pianta, ma nel passaggio dall'una all'altra si vede una breve animazione 3D del corridoio. In ogni stanza è possibile raccogliere o lasciare degli oggetti, trasportabili fino a un massimo di 6 alla volta, utili in vari modi ad affrontare l'avventura.
Gli oggetti presenti in ogni stanza sono direttamente visibili sul pavimento, a differenza dei precedenti Swordquest dove bisogna accedere a una schermata di inventario. Alcuni però vengono rivelati solo dopo aver superato i sottogiochi di pura azione presenti tra una stanza e l'altra. Ci sono tre tipi di sottogiochi che consistono nel nuotare in orizzontale evitando squali, nuotare in verticale evitando piovre, o risalire lo schermo saltando su piattaforme mobili (quest'ultimo simile a un sottogioco già apparso in Earthworld). 
L'elaborata spada luminescente dell'introduzione del primo Earthworld ricompare in questo capitolo, anche come intermezzo.

## Competizione
Procedendo con successo nel gioco si può avere accesso a coppie di numeri. Questi corrispondono a una pagina e a una vignetta sul fumetto cartaceo allegato al videogioco, in cui un osservatore attento può trovare delle parole nascoste nell'immagine. 
Mandando questi indizi all'Atari si poteva partecipare alla terza tappa del concorso sulla serie Swordquest. Tuttavia nel 1984 l'Atari, Inc. venne acquisita, mettendo in difficoltà organizzative il concorso e rendendo non valida l'originaria promozione. Il concorso fu inizialmente ridotto da 50 a 15 finalisti, e infine annullato. Tutti coloro che erano arrivati alla finale ricevettero circa 2.000$ di risarcimento, tranne i due vincitori dei concorsi dei due giochi precedenti, ai quali furono offerti 15.000$. Il vincitore del concorso avrebbe avuto diritto alla Corona di Waterworld e alla possibilità di vincere la Spada della magia finale.